# ノムガン

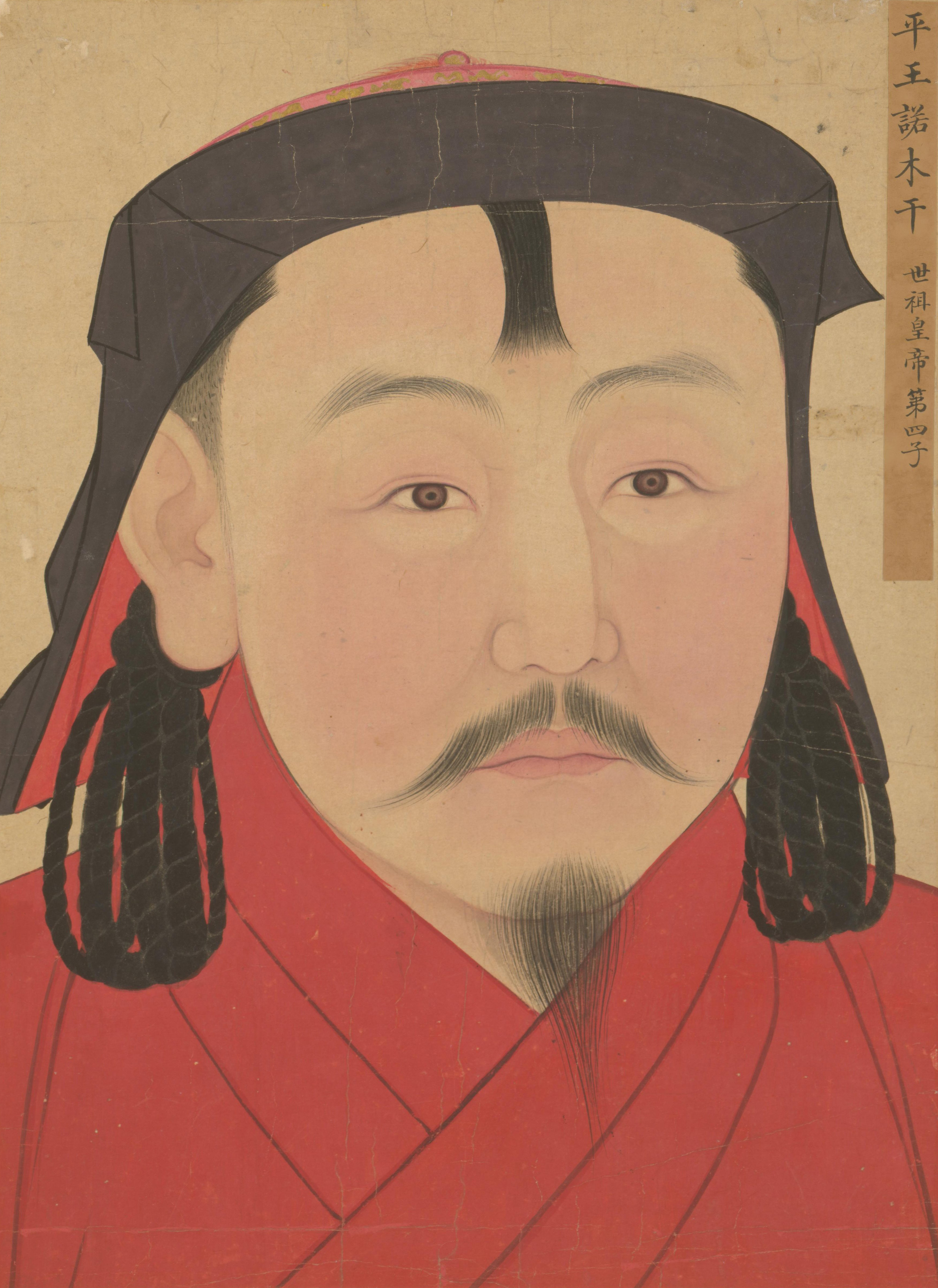
ノムガン

ノムガン（Nomuγan、生没年不詳）は、モンゴル帝国（大元ウルス）の皇族。『元史』などの漢文史料による表記は那木罕、南木合、『集史』などのペルシア語表記では نوموغان Nūmūghān などと書かれる。セチェン・カアン（世祖クビライ）が皇后チャブイの間に儲けた4人の嫡子中の四男。

## 概要
モンゴルの末子相続の制度により、両親の財産を最も多く相続できる立場にある嫡子中の末子であったことから、クビライの有力な後継者候補であった。至元3年（1266年）に北平王の称号を与えられて、クビライの北方方面における代行者となり、モンゴル民族の本土であるモンゴル高原に駐留、高原における全遊牧民軍団の兵馬を統括した。ノムガンの王府は旧都のカラコルム近郊の牧地を遊牧移動し、チンギス・カンの4大オルドで執り行われるチンギス・カンの祭祀を管理した。
ノムガンの主要な軍事的任務は、アルタイ山脈の西にあるオゴデイ家とチャガタイ家のウルス（国）に対して軍事的圧力をかけて、カアンの影響力を伸ばすことにあり、至元12年（1275年）にクビライの中央政府の高官である中書右丞相アントンを附属されて、中央アジア遠征に進発した。ノムガンは高原の諸王族を率い、当主の座をめぐってチャガタイ家に混乱が続くのに乗じてチャガタイ家のウルスの本拠地イリ川渓谷に侵入、その中心都市のアルマリクに駐留した。しかし至元13年（1276年）夏、従軍していたノムガンの従兄弟のシリギらが軍中で反乱を起こし、ノムガンとアントンは捕らえられて、アルマリクに駐留する北平王軍は瓦解した。
ノムガンはシリギによってジョチ・ウルスに引き渡され、中央アジアで虜囚生活を送った。しかしシリギの期待に反して、ジョチ・ウルスはノムガンの身柄を受け取ってもシリギに対する援助を行わず、クビライに表立って反抗する姿勢をとらなかったため、その反乱はクビライによって鎮圧された。至元19年（1282年）、ノムガンは釈放されて父のクビライのもとに帰ることができた。
帰国後、ノムガンは北安王の称号を与えられて、再びモンゴル高原での駐留を命じられたが、モンゴル高原方面の主力は中央から派遣されてきたバヤン率いる軍隊になっており、ノムガンはその後のカイドゥとの戦いにほとんど活躍しないまま、数年のうちに没した。ノムガンに子はなかったので、北安王家は1代で断絶し、その軍隊は至元28年（1291年）に晋王（ジノン）に封ぜられた甥のカマラに引き継がれた。